# Леонтій Квартирук
Леонтій «Левко» Квартирук (1889 — 8 лютого 1966, Баффало) — військовик, працівник кобринської адміністрації УНР, громадсько-політичний діяч на Берестейщині, священник Української православної церкви США. 

## Біографія
Народився в селянській родині на Волині. У 1910 році мобілізували до російської армії. В роки Першої світової війни воював на Східному фронті. Після розгрому царських військ у Мазурських озерах Леонтій Квартирук потрапив до німецького полону, утримувався в раштатському таборі. Під впливом агітаційної роботи Союзу Визволення України зголосився до Запорізького полку імені Тараса Шевченка у складі дивізії синьожупанників. 12 січня 1917 склав присягу на вірність українському народу.
В травні того ж року німецьке командування відрядило сотню дивізійників, серед яких і Леонтія Квартирука, до українського військового штабу у Білій Підляській, а звідти вони роз'їхалися повітами Полісся й Підляшшя для провадження культурно-освітньої праці серед тамтешнього населення. Певний час Квартирук працював вчителем в сільській україномовній школі. Як він зазначав у спогадах згодом, синьожупанники зіткнулися з низкою труднощів: частка селян категорично відмовлялася вірити, що російський цар, «помазаник Божий», зрікся престолу; водночас, сильну протидію СВУ чинили російські військові. На період вчителювання припало його знайомство із майбутнім поетом-неосимволістом Дмитром Фальківським, уродженцем Полісся. В 1918 Квартирук обійняв посаду секретаря повітового старости в Кобрині п. Кордуби та започаткував створення місцевого осередку товариства «Просвіта», яке виникло 15 грудня того ж року.
Попри захоплення Полісся польськими військами Леонтій Квартирук залишився мешкати у місті, працював регентом хору в Олександро-Невському соборі й прислуговував дяком парафії у селі Камень-Шляхетський, де прихильники українізації православної церкви досягли широкого успіху. Наприкінці літа 1932 року польський воєвода Костек-Бернацький змусив поліського архієпископа звільнити зі свого становища настоятеля парафії о. Вірослава Тхоржевського й самого дяка.
Квартирук підтримував тісні стосунки зі священником Олександром Самойловичем, навіть одружився з його донькою Ганною. Упродовж 1927–29 років керував кобринською повітовою філією «Просвіти на Поліссі», котра станом на початок 1929 налічувала до 165 членів й перебувала під впливом УНДО та Сельробу. Представляв українців у міському комітеті Блоку національних меншин. Після встановлення радянської влади був заарештований й протягом 1940–41 утримувався в Берестейській слідчій в'язниці. Родину вивезли до Сибіру. В роки Другої світової війни Квартирук очолював український кооператив в Кобрині. В 1944 покинув рідний край. Певний час провів у таборі для переміщених осіб «Піонер Казерне», що в Ашаффенбурзі, а відтак емігрував до Сполучених Штатів.

Вид на дім отця-настоятеля храму св. Трійці

1955 року Квартирук був висвячений в сан священника. Весною 1958 з благословення митрополита УПЦ в США Іоанна Теодоровича прибув до української православної церкви святої Трійці в Баффало. Допомагав у душпастирському служінні о. Івану Крестюку, працював учителем при парафіяльній школі й навіть короткий час її очолював. Після відходу Крестюка тимчасово виконував обов'язки настоятеля упродовж 1962 року, а в 1965 став повноцінним настоятелем. Слід зауважити, що до цієї парафії належало багато українських діячів Берестейщини, як от Василь Дмитріюк з родиною та Іван Гнойовий.
Леонтій Квартирук входив до рядів місцевого відділу Об'єднання бувших Вояків Українців Америки, «завжди згадував добрі і славні часи, коли носив однострій синьожупанника». Загинув унаслідок нещасного випадку під час виконання своїх обов'язків: під час переходу дороги Леонтія Квартирука збив автомобіль, коли той навідував парафіян зі святою водою. Похований 12 лютого 1966 на цвинтарі у Баунд-Брук.